# Байрон (мис)

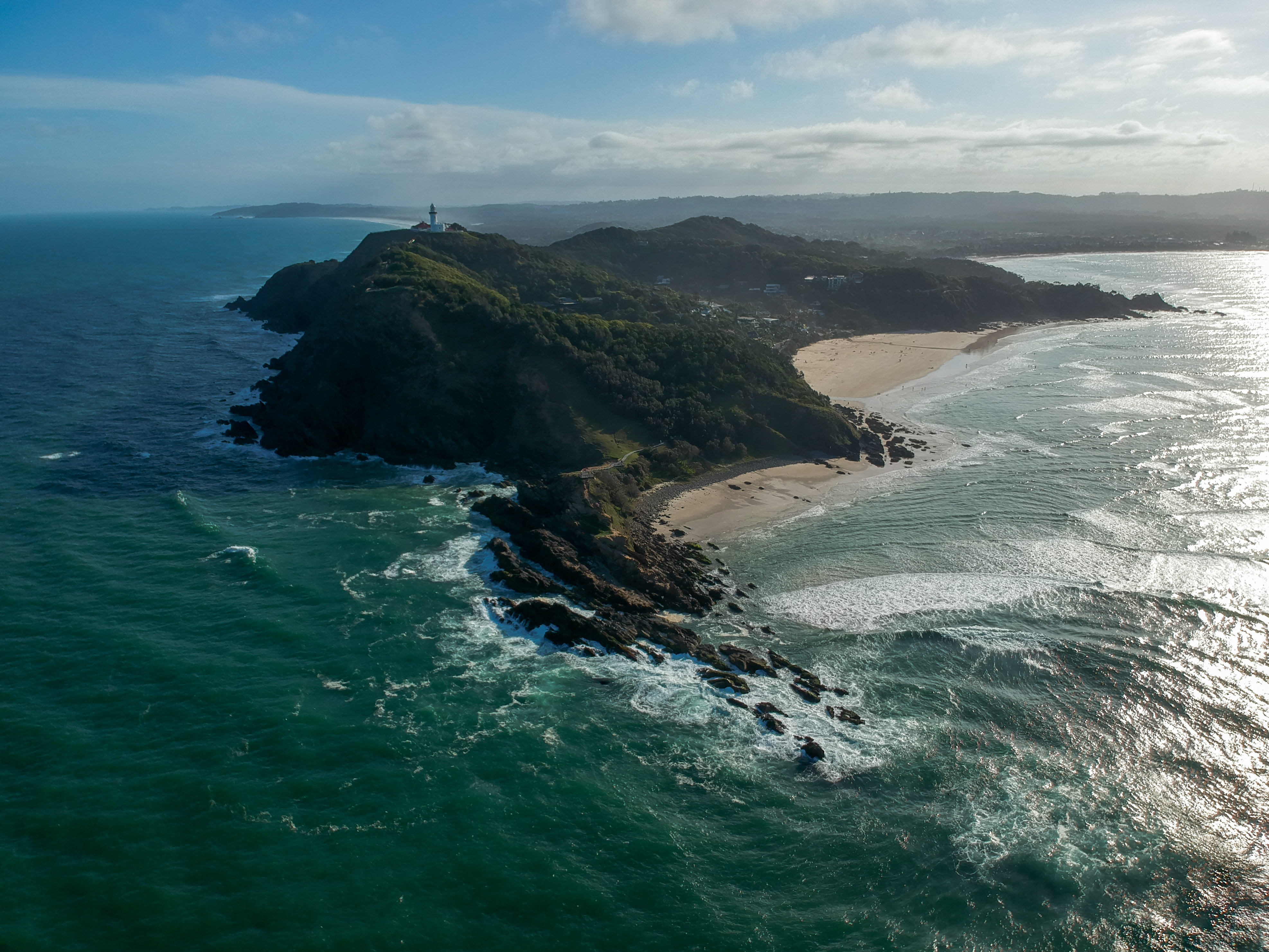
мис Байрон

Байро́н (англ. Cape Byron) — мис, крайня східна точка Австралії.
Мис був названий британським дослідником капітаном Джеймсом Куком, коли його корабель проходив повз мис 15 травня 1770, у вшанування британського віце-адмірала Джона Байрона, який здійснив  навколосвітню подорож на кораблі «Дельфін» в 1764-1766 рр.

## Джерело
- Українська радянська енциклопедія : у 12 т. / гол. ред. М. П. Бажан ; редкол.: О. К. Антонов та ін. — 2-ге вид. — К. : Головна редакція УРЕ, 1974–1985.